# نهائي دوري أبطال آسيا 2005
نهائي دوري أبطال آسيا 2005 هو النهائي رقم 24 من بطولة دوري أبطال آسيا والنهائي رقم 3 بنسخته الجديدة منذ عام 2003. يجمع بين نادي الاتحاد السعودي ونادي العين الإماراتي. لعب نهائي الذهاب بتاريخ 26 أكتوبر 2005 على ملعب طحنون بن محمد في العين على أرض نادي العين وأنتهت المباراة بنتيجة التعادل الإيجابي 1–1. ولعب نهائي الإياب بتاريخ 5 نوفمبر 2005 على استاد الأمير عبد الله الفيصل في جدة على أرض نادي الاتحاد وأنتهت المباراة بفوز الاتحاد بنتيجة 4–2. وبذلك يتوّج نادي الاتحاد باللقب الثاني في تاريخه واللقب الثاني على التوالي بعد فوزه بمجموع المباراتين بنتيجة 5–3.

## الذهاب
| العين        | 1–1 | الاتحاد                    |
| ------------ | --- | -------------------------- |
| علي مسري 51' |     | محمد كالون 86' (ضربة جزاء) |

## الإياب
| الاتحاد                                                                | 4–2 | العين                                         |
| ---------------------------------------------------------------------- | --- | --------------------------------------------- |
| محمد كالون 2' · محمد نور 33' · جوزيف-ديزيريه جوب 56' · أحمد الدوخي 67' |     | شهاب أحمد 55' (ضربة جزاء) · لويس تيخادا 90+1' |

## البطل
| دوري أبطال آسيا 2005 الاتحاد اللقب الثاني |

## وصلات خارجية
- AFC Champions League 2005 Official Page (English)
- AFC Champions League 2005 at RSSSF.com